# Campionati del mondo di atletica leggera 2023 - 400 metri ostacoli maschili
La specialità dei 400 metri ostacoli maschili dei campionati del mondo di atletica leggera 2023 si è svolta il 20 e il 23 agosto 2023 al Centro nazionale di atletica leggera di Budapest, in Ungheria.

## Podio
| Pos.    | Atleta          | Nazionalità               | Tempo |
| ------- | --------------- | ------------------------- | ----- |
| Oro     | Karsten Warholm | Norvegia                  | 46"89 |
| Argento | Kyron McMaster  | Isole Vergini Britanniche | 47"34 |
| Bronzo  | Rai Benjamin    | Stati Uniti               | 47"56 |

## Situazione pre-gara

### Record
Prima di questa competizione, il record del mondo (RM) e il record dei campionati (RC) erano i seguenti.
| Record                | Prestazione | Atleta                    | Data                                         | Competizione   |
| --------------------- | ----------- | ------------------------- | -------------------------------------------- | -------------- |
| Record mondiale       | 45"94       | Karsten Warholm Norvegia  | 3 agosto 2021 Tokyo, Giappone                | Olimpiadi 2021 |
| Record dei campionati | 46"29       | Alison dos Santos Brasile | 19 luglio 2022 Eugene, Stati Uniti d'America | Mondiali 2022  |

### Campioni in carica
I campioni in carica a livello mondiale e olimpico erano:
| Campione | Atleta                    | Prestazione | Data                                         | Competizione         |
| -------- | ------------------------- | ----------- | -------------------------------------------- | -------------------- |
| Olimpico | Karsten Warholm Norvegia  | 45"94       | 5 agosto 2021 Tokyo, Giappone                | Giochi olimpici 2021 |
| Mondiale | Alison dos Santos Brasile | 46"29       | 19 luglio 2022 Eugene, Stati Uniti d'America | Mondiali 2022        |

### La stagione
Prima di questa gara, gli atleti con le migliori tre prestazioni dell'anno erano:
| Pos. | Atleta                                   | Prestazione | Data                                        |
| ---- | ---------------------------------------- | ----------- | ------------------------------------------- |
| 1    | Karsten Warholm Norvegia                 | 46"51       | 21 luglio 2023 Monaco, Monaco               |
| 2    | Rai Benjamin Stati Uniti                 | 46"62       | 9 luglio 2023 Eugene, Stati Uniti d'America |
| 3    | Kyron McMaster Isole Vergini Britanniche | 47"26       | 20 luglio 2023 Banská Bystrica, Slovacchia  |

## Risultati

### Batterie
I primi 4 di ogni batteria (Q) e i 4 tempi migliori tra gli esclusi (q) si qualificano alle semifinali.
| Pos. | Batteria | Atleta                     | Nazionalità               | Tempo | Note                                     |
| ---- | -------- | -------------------------- | ------------------------- | ----- | ---------------------------------------- |
| 1    | 1        | Alison dos Santos          | Brasile                   | 48.12 | Q                                        |
| 2    | 1        | Ludvy Vaillant             | Francia                   | 48.27 | Q                                        |
| 3    | 4        | Joshua Abuaku              | Germania                  | 48.32 | Q,                                       |
| 4    | 5        | Rai Benjamin               | Stati Uniti               | 48.35 | Q                                        |
| 5    | 4        | CJ Allen                   | Stati Uniti               | 48.36 | Q                                        |
| 6    | 4        | Roshawn Clarke             | Giamaica                  | 48.39 | Q                                        |
| 7    | 2        | Kyron McMaster             | Isole Vergini Britanniche | 48.47 | Q                                        |
| 8    | 4        | Ezekiel Nathaniel          | Nigeria                   | 48.47 | Q,                                       |
| 9    | 2        | Rasmus Mägi                | Estonia                   | 48.58 | Q                                        |
| 10   | 5        | Jaheel Hyde                | Giamaica                  | 48.63 | Q                                        |
| 11   | 3        | Wilfried Happio            | Francia                   | 48.63 | Q                                        |
| 12   | 5        | Kazuki Kurokawa            | Giappone                  | 48.71 | Q,                                       |
| 13   | 4        | Julien Watrin              | Belgio                    | 48.72 | q,                                       |
| 14   | 2        | Trevor Bassitt             | Stati Uniti               | 48.73 | Q                                        |
| 15   | 5        | Gerald Drummond            | Costa Rica                | 48.73 | Q                                        |
| 16   | 3        | Karsten Warholm            | Norvegia                  | 48.76 | Q                                        |
| 17   | 5        | Yasmani Copello            | Turchia                   | 48.92 | q                                        |
| 18   | 5        | Emil Agyekum               | Germania                  | 49.00 | q                                        |
| 19   | 4        | Mario Lambrughi            | Italia                    | 49.05 | q,                                       |
| 20   | 2        | Wiseman Were Mukhobe       | Kenya                     | 49.10 | Q                                        |
| 21   | 1        | Julien Bonvin              | Svizzera                  | 49.19 | Q,                                       |
| 22   | 1        | Zhiyu Xie                  | Cina                      | 49.25 | Q                                        |
| 23   | 2        | Sergio Fernández           | Spagna                    | 49.26 |                                          |
| 24   | 4        | Vít Müller                 | Rep. Ceca                 | 49.37 |                                          |
| 25   | 1        | Matic Ian Gucek            | Slovenia                  | 49.40 | Miglior prestazione personale stagionale |
| 26   | 1        | Constantin Preis           | Germania                  | 49.45 |                                          |
| 27   | 3        | Bassem Hemeida             | Qatar                     | 49.50 | Q                                        |
| 28   | 3        | Alessandro Sibilio         | Italia                    | 49.50 | Q                                        |
| 29   | 5        | Shakeem Hall-Smith         | Bahamas                   | 49.61 |                                          |
| 30   | 3        | Dany Brand                 | Svizzera                  | 49.69 |                                          |
| 31   | 2        | Ismail Nezir               | Turchia                   | 49.92 |                                          |
| 32   | 3        | Pablo Andrés Ibáñez        | El Salvador               | 50.01 |                                          |
| 33   | 4        | Yusaku Kodama              | Giappone                  | 50.18 |                                          |
| 34   | 2        | Eric Cray                  | Filippine                 | 50.27 |                                          |
| 35   | 5        | Árpád Bánóczy              | Ungheria                  | 50.31 | Miglior prestazione personale            |
| 36   | 3        | Santhosh Kumar Tamilarasan | India                     | 50.46 |                                          |
| 37   | 5        | Jun Jie Calvin Quek        | Singapore                 | 50.53 |                                          |
| 38   | 3        | Marc Anthony Ibrahim       | Libano                    | 50.62 |                                          |
| 39   | 3        | Malique Smith              | Isole Vergini Americane   | 50.86 |                                          |
| 40   | 2        | Takayuki Kishimoto         | Giappone                  | 50.90 |                                          |
| 41   | 2        | Andrea Ercolani Volta      | San Marino                | 52.69 |                                          |
| -    | 1        | Abdelmalik Lahoulou        | Algeria                   | dnf   |                                          |
| -    | 1        | Assinie Wilson             | Giamaica                  | dnf   |                                          |

### Semifinali
I primi 2 di ogni semifinale (Q) e i 2 tempi migliori tra gli esclusi (q) si qualificano alla finale.
| Pos. | Batteria | Atleta               | Nazionalità               | Tempo | Note                                     |
| ---- | -------- | -------------------- | ------------------------- | ----- | ---------------------------------------- |
| 1    | 3        | Karsten Warholm      | Norvegia                  | 47.09 | Q                                        |
| 2    | 2        | Rai Benjamin         | Stati Uniti               | 47.24 | Q                                        |
| 3    | 3        | Roshawn Clarke       | Giamaica                  | 47.34 | Q,                                       |
| 4    | 3        | Trevor Bassitt       | Stati Uniti               | 47.38 | q,                                       |
| 5    | 2        | Alison dos Santos    | Brasile                   | 47.38 | Q,                                       |
| 6    | 1        | Kyron McMaster       | Isole Vergini Britanniche | 47.72 | Q                                        |
| 7    | 1        | Rasmus Mägi          | Estonia                   | 48.30 | Q                                        |
| 8    | 3        | Joshua Abuaku        | Germania                  | 48.39 | q                                        |
| 9    | 3        | Alessandro Sibilio   | Italia                    | 48.43 |                                          |
| 10   | 1        | CJ Allen             | Stati Uniti               | 48.44 |                                          |
| 11   | 2        | Ludvy Vaillant       | Francia                   | 48.48 |                                          |
| 12   | 1        | Jaheel Hyde          | Giamaica                  | 48.49 |                                          |
| 13   | 2        | Kazuki Kurokawa      | Giappone                  | 48.58 | Miglior prestazione personale            |
| 14   | 3        | Yasmani Copello      | Turchia                   | 48.66 | Miglior prestazione personale stagionale |
| 15   | 2        | Emil Agyekum         | Germania                  | 48.71 | Miglior prestazione personale            |
| 16   | 3        | Wilfried Happio      | Francia                   | 48.83 |                                          |
| 17   | 1        | Julien Watrin        | Belgio                    | 48.94 |                                          |
| 18   | 1        | Ezekiel Nathaniel    | Nigeria                   | 49.22 |                                          |
| 19   | 3        | Gerald Drummond      | Costa Rica                | 49.31 |                                          |
| 20   | 2        | Wiseman Were Mukhobe | Kenya                     | 49.40 |                                          |
| 21   | 1        | Bassem Hemeida       | Qatar                     | 49.50 |                                          |
| 22   | 2        | Zhiyu Xie            | Cina                      | 49.57 |                                          |
| 23   | 2        | Julien Bonvin        | Svizzera                  | 49.75 |                                          |
| 24   | 1        | Mario Lambrughi      | Italia                    | dq    | TR16.8                                   |

### Finale
La finale si è svolta il 23 agosto a partire dalle 21:50 (UTC+2).
| Pos.    | Corsia | Atleta            | Nazionalità               | Tempo | Note |
| ------- | ------ | ----------------- | ------------------------- | ----- | ---- |
| Oro     | 7      | Karsten Warholm   | Norvegia                  | 46.89 |      |
| Argento | 8      | Kyron McMaster    | Isole Vergini Britanniche | 47.34 |      |
| Bronzo  | 6      | Rai Benjamin      | Stati Uniti               | 47.56 |      |
| 4       | 5      | Roshawn Clarke    | Giamaica                  | 48.07 |      |
| 5       | 9      | Alison dos Santos | Brasile                   | 48.10 |      |
| 6       | 3      | Trevor Bassitt    | Stati Uniti               | 48.22 |      |
| 7       | 4      | Rasmus Mägi       | Estonia                   | 48.33 |      |
| 8       | 2      | Joshua Abuaku     | Germania                  | 48.53 |      |